# Informe para una academia
Informe para una academia es un cuento de Franz Kafka, publicado por primera vez en 1917 en la revista Der Jude, apareció en 1920 como parte del volumen Ein Landarzt (Un médico rural).
Los miembros de una academia no especificada invitan al mono llamado Rotpeter a enviar un informe sobre su "pasado de mono". El enfoque del informe, sin embargo, es su descripción del proceso de adaptación a los humanos y su papel como imitador humano.

## Trama
Capturado por una expedición de caza de la compañía Hagenbeck, mantenido durante meses en una jaula opresivamente estrecha en un barco de vapor, el mono busca una salida y pronto se da cuenta de que, además de la vida en una jaula en el jardín zoológico, existe una segunda posibilidad para él: la del vodevil. Para después de varios años de „absoluta abnegación y acomodación“ convertirse en un "ser humano" imita a los humanos porque quiere ser "no molestado", como parecen serlo ellos. Aparentemente aprende con facilidad gestos significativos y también a hablar. Su mayor problema es beber licor. Un pasajero de un barco le da lecciones teóricas y prácticas en diversas ocasiones. También aprende eso con gran esfuerzo. Repetidamente enfatiza que solo imita a las personas porque está buscando una salida, no porque anhele la libertad.
En el vodevil tiene "éxitos que difícilmente se pueden aumentar". Su vida transcurre éxitosamente entre banquetes, sociedades científicas y tertulias. Ha conseguido lo que se proponía y se considera un europeo medio.
Obviamente domina con virtuosismo la zona fronteriza entre humanos y animales, otros dos seres a su alrededor no lo logran. Su primer entrenador, con el que aprende de forma “despiadada”, se convierte él mismo casi en un mono y tiene que ir a un sanatorio por un tiempo. La pequeña chimpancé semi-entrenada, con la que "se relaja al estilo mono" por la noche, tiene "en la mirada la locura del animal confundido y amaestrado" que el no puede soportar durante el día.

## Forma
El simio humano es el narrador en primera persona de esta historia, solo él abarca y comenta las facetas de su increíble encarnación. Significativamente, sin embargo, los recuerdos de su juventud ya no son accesibles para él, ya que han sido reprimidos. Esto refleja el trauma de su separación violenta del estado original. Lo que sucede en la historia en un primer plano, no son las experiencias, sino el yo narrador y reflexivo. La historia se orienta principalmente hacia la evaluación y el juicio, y ello desde una perspectiva bastante superior, ya que el horizonte de Rotpeter abarca el ser animal y humano, el instinto natural y la disciplina espiritual, la libertad y la organización social.
Los comentarios de Rotpeter no solo se refieren a su propia historia, sino también a la imagen que las personas tienen de sí mismas.
Se relata de forma particularmente detallada los acontecimientos del episodio de consumo de alcohol, de hecho parece ser el clímax de la presentación dramática con grandes arcos de suspenso. Este largo período se asemeja a un montaje alternativo cinematográfico entre el maestro y el alumno mono.

## Análisis e interpretación
El informe de Rotpeter puede leerse como una parábola de la historia filogenética de los seres humanos y su socialización individual, ya que lo que experimenta el mono puede trasferirse a toda la especie humana. Kafka hace un balance de la suerte humana con un trasfondo melancólico, como un triste logro y un compromiso aceptable en general. Al mismo tiempo, sin embargo, lanza ataques satíricos que sacan al hombre del pedestal de su engreimiento.
El motivo básico es el aprendizaje casi maníaco (a veces con cinco maestros al mismo tiempo) como una salida a una situación desesperada mientras se niegan las propias necesidades. El requisito previo para esto fue olvidar e invertir la perspectiva habitual.
Sin embargo, lo que es remarcable es que el mono, a pesar de todos sus esfuerzos de aprendizaje, sigue siendo un simio a primera vista. En lo que se refiere a su apariencia, que lo coloca más claramente en la categoría de simio, jamás expresa ni manifiesta un deseo de parecer humano, y de esto deriva su derecho a desnudarse, que en el caso de un hombre, como él mismo se ve, no es una muestra de buenos modales.
La gente en su vecindad inmediata bien puede verlo casi como uno de los suyos, como el líder de la expedición de caza de Hagenbeck, con quien Rotpeter ya ha vaciado muchas botellas de vino tinto. Para los periodistas, a los que Rotpeter llama despectivamente "galgos", sigue siendo un mono adiestrado que se baja los pantalones para mostrar su pelaje y sus cicatrices. Por lo tanto, aunque ha adquirido el conocimiento intelectual de los humanos, elude las reglas para una adecuada interacción interpersonal por el gran efecto de los aspectos externos contenidos en ella.
El relato sobre la humanización del simio también podría entenderse como una historia de asimilación forzada, como una parodia de un proceso de asimilación y como una sátira educativa. La historia apunta sobre todo al imperativo de adaptarse, que el pueblo judío tuvo que aplicar durante siglos para poder sobrevivir. Max Brod enfatizó particularmente esta interpretación. Ha caracterizado esta historia como la sátira más ingeniosa sobre la asimilación judía. Una tendencia similar está contenida en Chacales y árabes. Ambos textos en prosa se publicaron juntos por primera vez en 1917 en Der Jude y forman parte del volumen de 1920 Un médico rural

## Antecedentes
En septiembre de 1908 y abril de 1909 hubo actuaciones de un chimpancé entrenado llamado "Consul Peter" en un cabaret de Praga. Cabe suponer que Kafka se inspiró en ello para la presente historia. También se ocupó intensamente de Brehms Tierleben de Brehm y de cuestiones de investigación del comportamiento y darwinismo social.
Según Binder, la idea narrativa de Un informe para una academia se basa en su conocimiento de la historia de E. T. A. Hoffmann Mensaje de un joven educado". Steinecke también ve en el simio educado de Kafka, Rotpeter, un digno descendiente del mono Milo.